# Starý Bohumín
Bogun (dnešní Starý Bohumín a polské Chałupki) (německy Alt Oderberg, polsky Stary Bogumin) vznikl na území tehdejšího ratibořského knížectví v roce 1256. Hrad, nazývaný Barudswerde, byl založen na levém břehu Odry (dnešní Chalupki), podhradní ves, později město (dnešní Starý Bohumín), vznikla na pravém břehu řeky. Majitelé panství se střídali, nejdéle patřilo bankéřskému rodu Henckelů z Donnersmarku, kteří také mají ve farské zahradě svou hrobku z roku 1752. Za jejich vlády v roce 1742 na základě vratislavského míru došlo k rozdělení Bohumína tak, že jeho levobřežní část (hrad a předměstí) připadly Prusku, kdežto pravobřežní město zůstalo součástí habsburského Slezska. Tím se Bohumín stal městem bez šlechtického sídla, které zůstalo v Prusku. Všichni dosavadní majitelé panství sídlili na hradě, který je dnes na území Polska a nachází se v něm hotel. Rozdělení způsobilo, že jeden a půl milionu Slezanů, 150 měst a pět tisíc vesnic přešlo k Prusku a Marii Terezii byla ponechána asi jedna osmina země – Těšínsko, část Bohumínska, Opavska, Krnovska a Kladska.

Rod Henckelů prodal rakouskou část bohumínského panství Erdmannu Guslarovi z Komorna, jeho dědici koupili v roce 1817 dva domy ve východní frontě bohumínského náměstí (č. p. 7 a 8) a přestavěli je na své obydlí, kterému se začalo říkat „zámek“. V roce 1857 další majitel velkostatku Leopold Heydenbrand přikoupil ještě sousední dům č. p. 9 a všechny domy přestavěl do podoby pozdně klasicistické dvoupatrové budovy, která na rozdíl od většiny šlechtických sídel i nadále souvisela s ostatní městskou zástavbou. V roce 1879 tento zámek s bohumínským velkostatkem koupil hrabě Jindřich Larisch-Mönnich. Zámek přestal být šlechtickým sídlem. Změnil se v kanceláře a byty zaměstnanců. V roce 1945 byl majitelům konfiskován, přešel do majetku města a sloužil i nadále obdobným účelům. Na jeho místě byl postaven architektonicky nepříliš vhodný dům s pečovatelskou službou. V objektu je v současné době i místní poštovní úřad.

Přemostění Odry se uskutečnilo asi v 15. století. Rozdělením panství na část pruskou a rakouskou pozbyl most původní důležitosti, a protože jej nikdo neopravoval, byl nakonec stržen. V roce 1838 byl v těchto místech zřízen pouze přívoz. Při vyměřování budoucí železniční tratě se starobohumínští měšťané postavili proti stavbě železnice, což se stalo osudným dalšímu rozvoji města. Město postupně ztrácelo na významu. Stavba dráhy, rozvoj průmyslu a stoupající doprava si vynutily, že v roce 1898 byl položen základní kámen ke stavbě mostu přes Odru a za rok byla stavba dokončena. Železniční most byl postaven již v roce 1849.

## Galerie

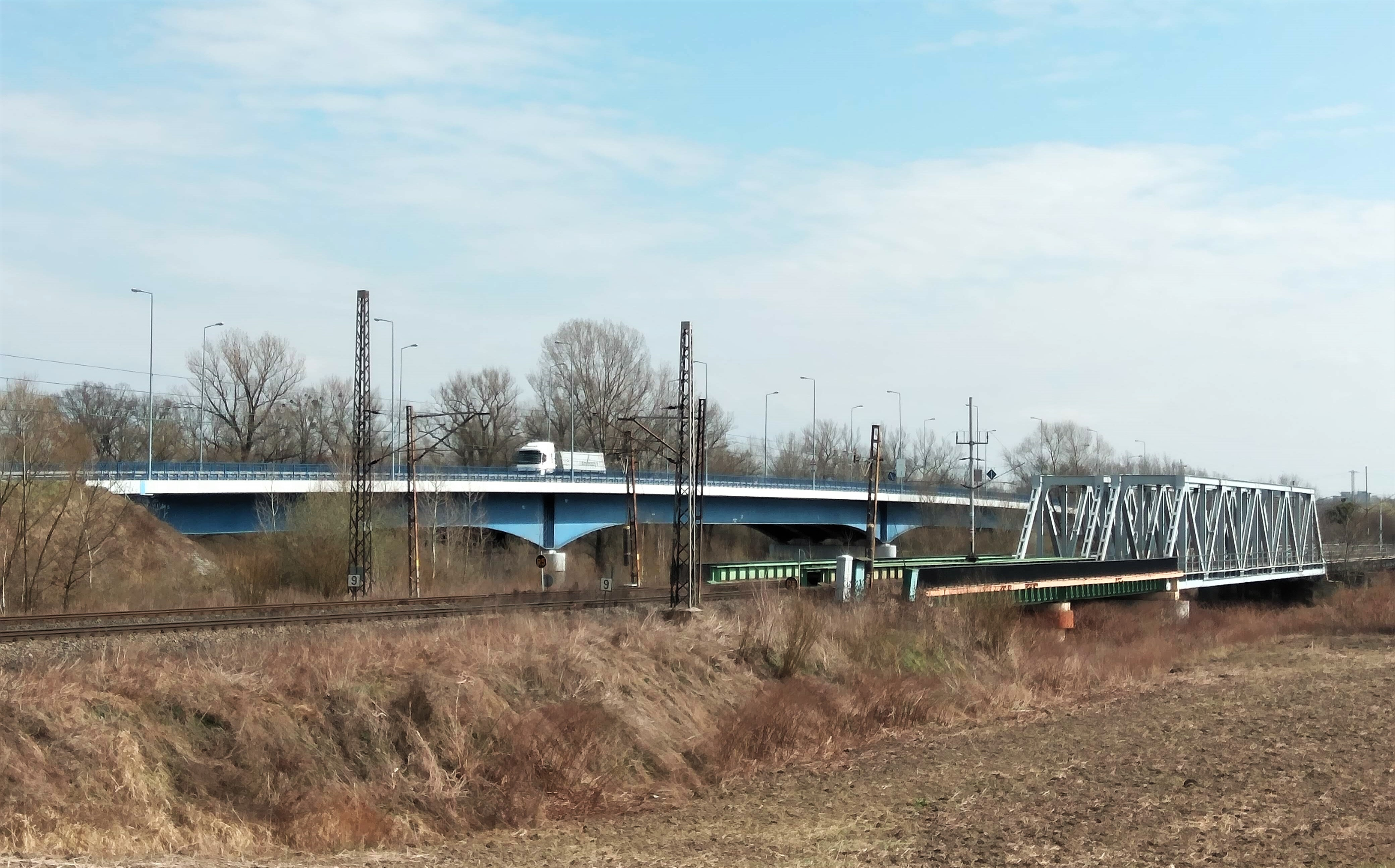
Nový hraniční silniční a železniční most
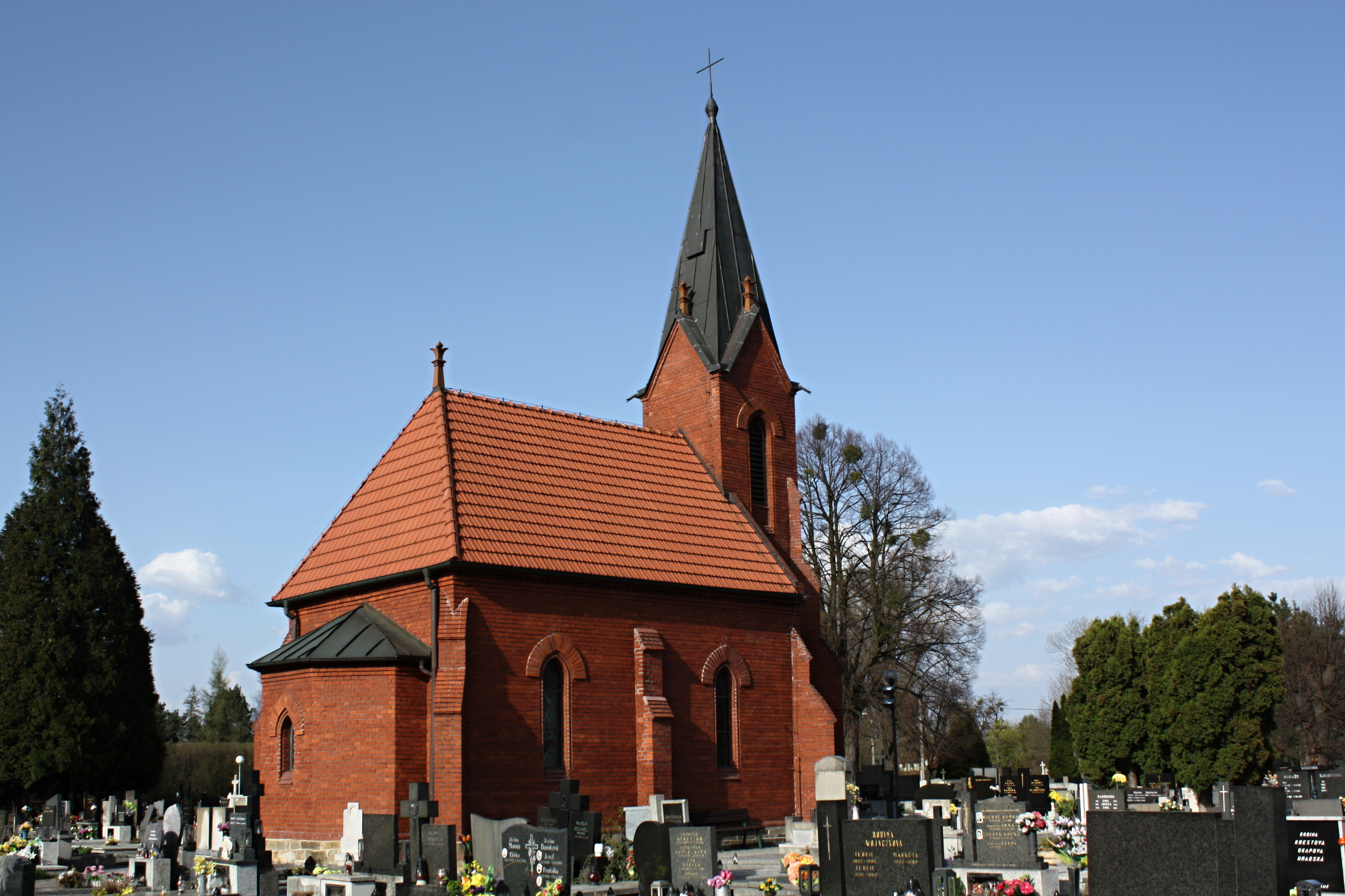
Hřbitovní kaple Všech svatých
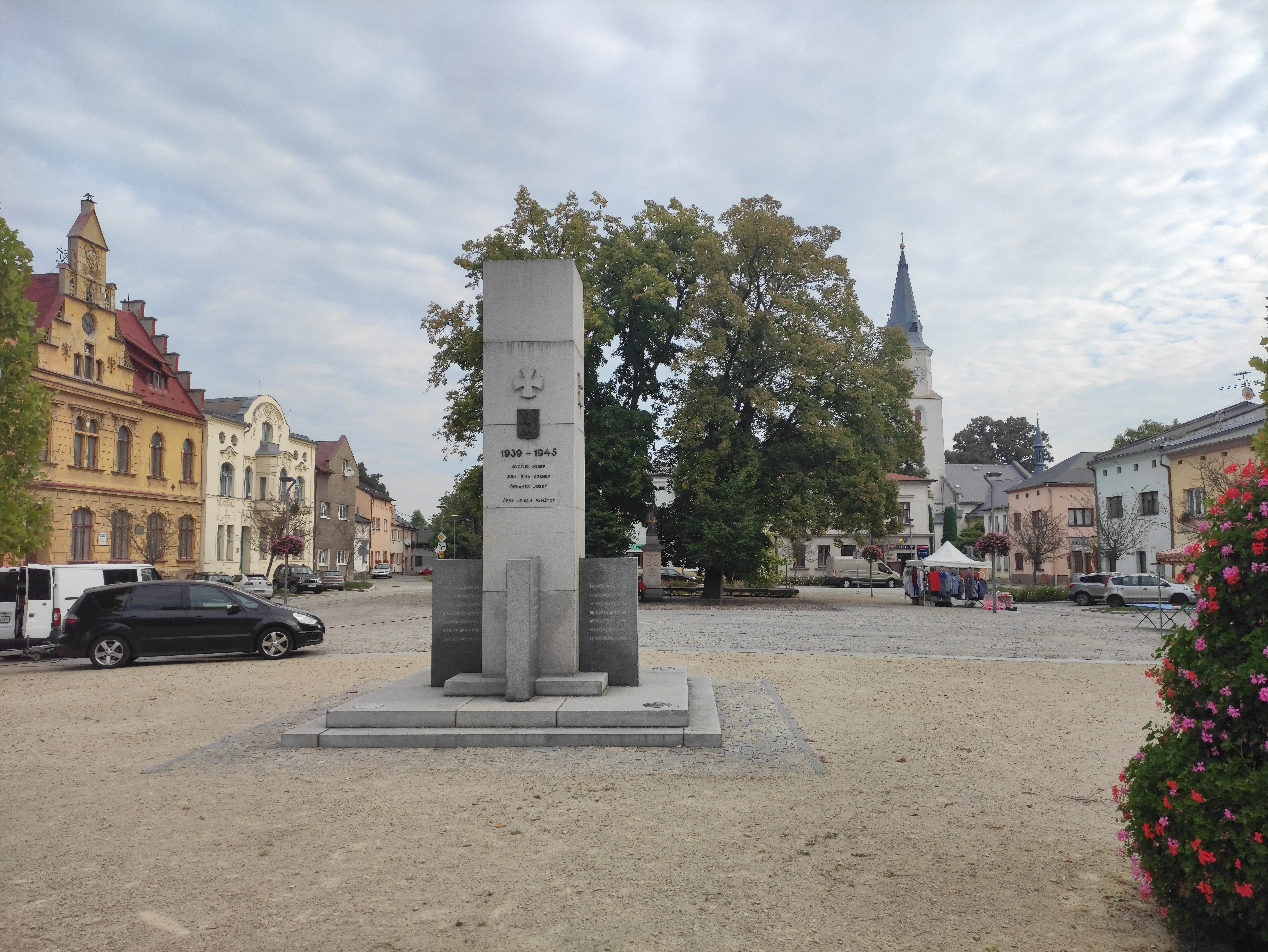
Náměstí svobody
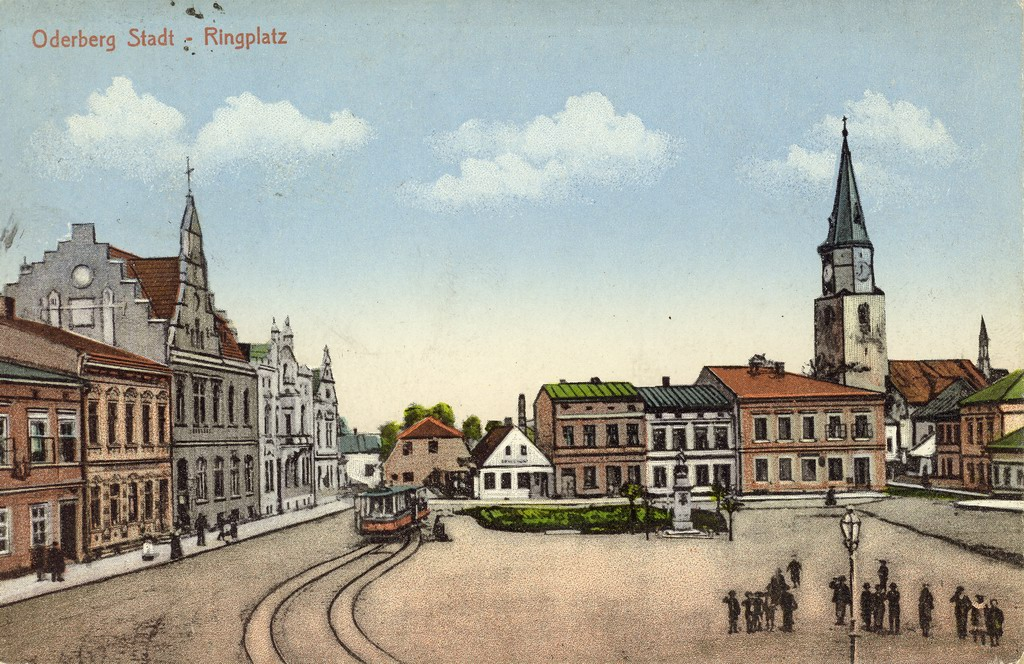
Náměstí
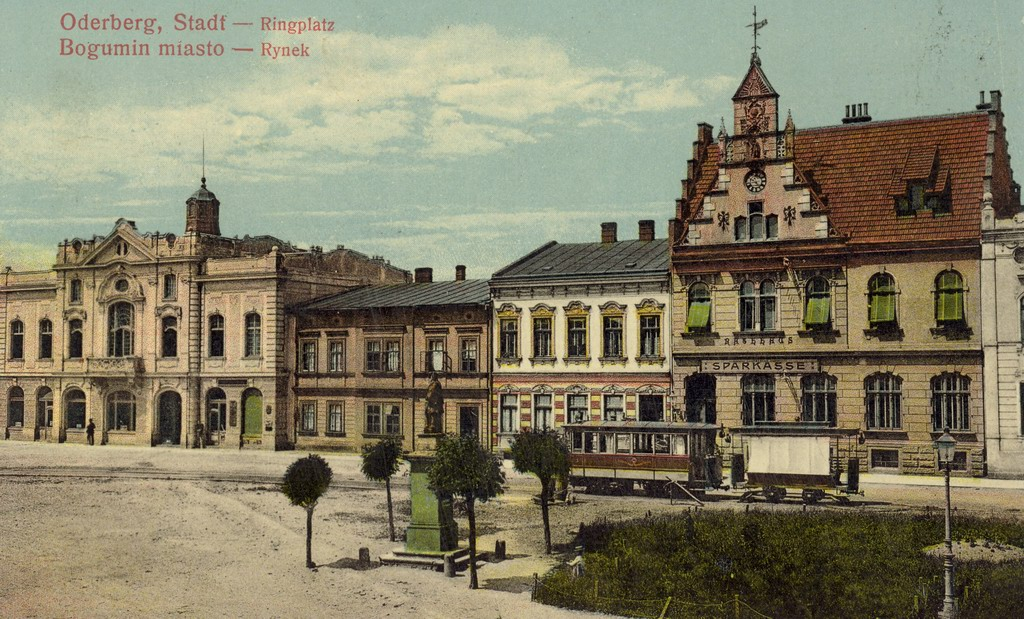
Náměstí
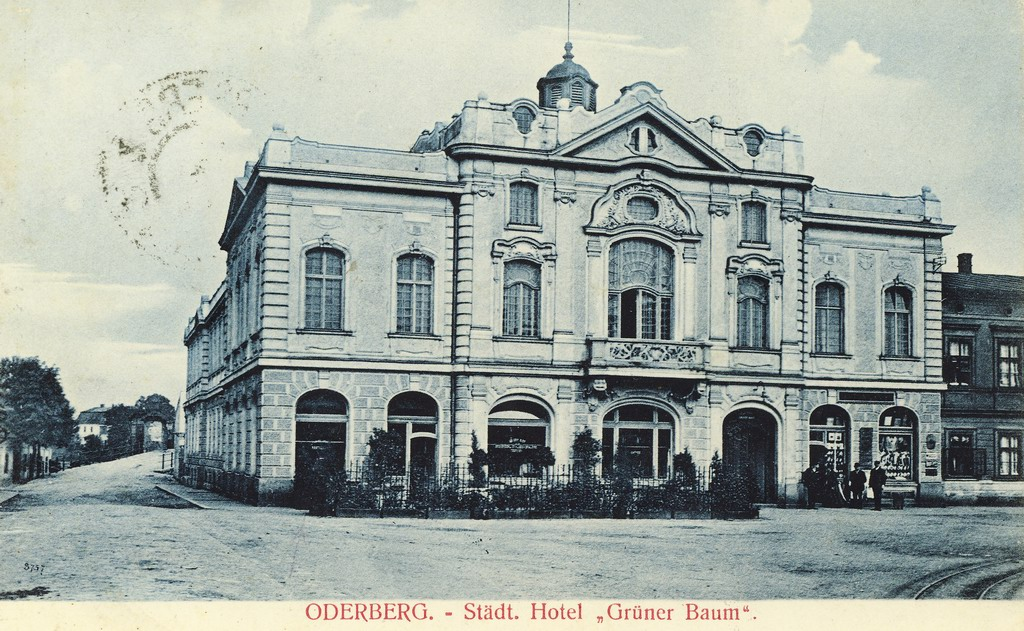
Hotel Grüner Baum
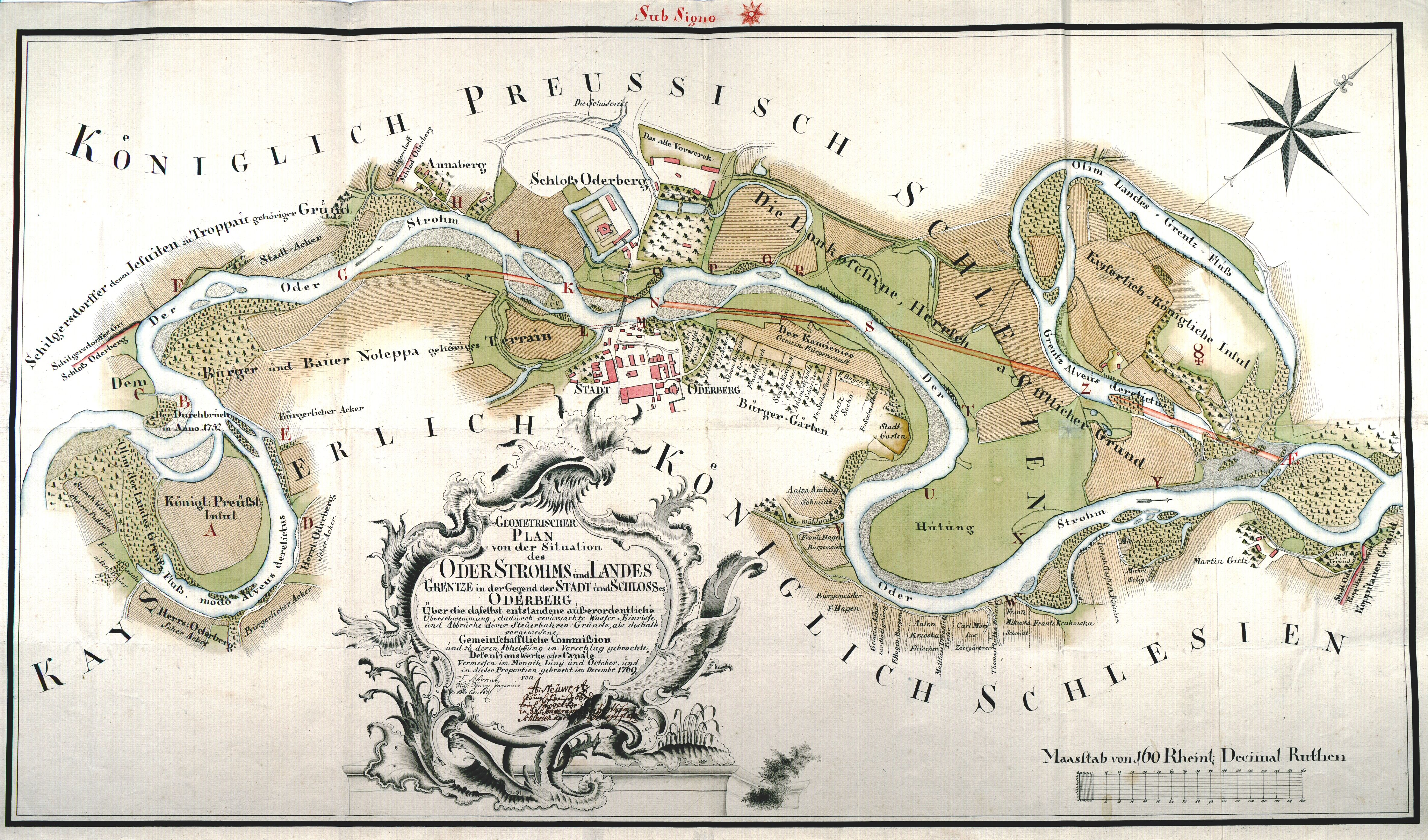
Plán hranice mezi Rakouským a Pruským Slezskem z roku 1769 s Hraničními meandry Odry